# Красовський Олексій Русланович
Олексій Русланович Красовський (нар. 30 березня 1994, Шостка, Україна) — український лижник. Член збірної України на зимових Олімпійських іграх 2014 та 2018 року.

## Біографія
На чемпіонаті світу в Чехії 2013 року серед юніорів Красовський брав участь у спринті, коньковій гонці, дуатлоні (гонка різними стилями), посівши відповідно 47-ме, 34-те і 32-ге місця. В естафеті він передав гонку п'ятим, але в підсумку збірна України показала 14-й результат. На зимовій Олімпіаді 2014 року в спринті вільним стилем посів 81-ше місце з результатом 4:35.08 хвилини.

## Спортивна кар'єра

### Виступи на Олімпійських іграх
| Рік  | Місце проведення          | Вільний стиль | Скіатлон | Класична естафета | Спринт | Командний спринт |
| ---- | ------------------------- | ------------- | -------- | ----------------- | ------ | ---------------- |
| 2014 | Сочі, Росія               | 999 !         | 999 !    | 69                | 81     | 999 !            |
| 2018 | Пхьончхан, Південна Корея | 84            | 61       | 50                | 70     | 21               |